# Beaverton (Oregon)
Beaverton is een plaats (city) in de Amerikaanse staat Oregon, en valt bestuurlijk gezien onder Washington County. De stad maakt deel uit van de Portland metropolitan area rondom Portland. In Beaverton is het hoofdkantoor van Nike, Inc. gevestigd.

## Demografie
Bij de volkstelling in 2000 werd het aantal inwoners vastgesteld op 76.129. In 2006 is het aantal inwoners door het United States Census Bureau geschat op 89.643, een stijging van 13514 (17,8%).

## Geografie
Volgens het United States Census Bureau beslaat de plaats een oppervlakte van 42,3 km², geheel bestaande uit land. Beaverton ligt op ongeveer 57 m boven zeeniveau.

## Plaatsen in de nabije omgeving
De onderstaande figuur toont nabijgelegen plaatsen in een straal van 8 km rond Beaverton.